# NJ Legion Iced Tea
NJ Legion Iced Tea è un singolo del gruppo musicale statunitense A Day to Remember, il primo estratto dal terzo album in studio Homesick, pubblicato il 27 gennaio 2009 dalla Victory Records.

## Tracce
Testi di Jeremy McKinnon, musiche degli A Day to Remember.
1. NJ Legion Iced Tea – 3:31

## Formazione
- Jeremy McKinnon – voce
- Tom Denney – chitarra solista, voce secondaria
- Neil Westfall – chitarra ritmica
- Joshua Woodard – basso
- Alex Shelnutt – batteria, percussioni